# Umzeichnungsplan für Schmalspurtriebfahrzeuge 1992

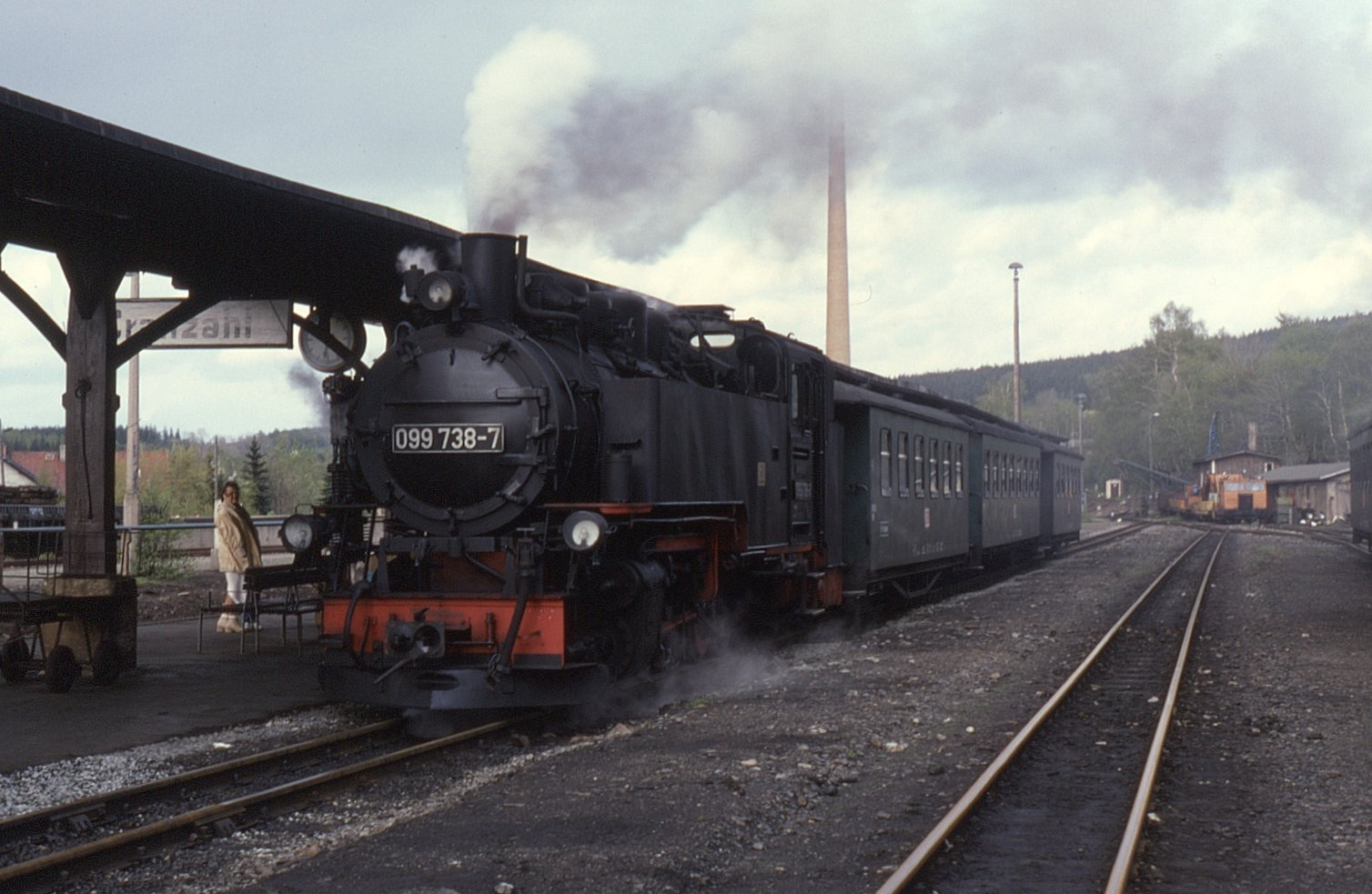
Lok 99 773 als 099 738-7 im Mai 1995 in Cranzahl

Der Umzeichnungsplan für Schmalspurtriebfahrzeuge  zeigt, welche Betriebsnummern die schmalspurigen Triebfahrzeuge der Deutschen Reichsbahn (DR) und der Deutschen Bundesbahn (DB) ab 1992 erhielten oder erhalten sollten.

## Hintergrund
Triebfahrzeuge waren zum damaligen Zeitpunkt bei beiden deutschen Bahnen mit einer Betriebsnummer gekennzeichnet, die aus einer Baureihennummer (auch Stammnummer genannt), einer Ordnungsnummer und einer Prüfziffer bestanden. In Vorbereitung der Fusion der beiden Staatsbahnen führte die DR am 1. Januar 1992 das Baureihenschema der DB ein. Dazu wurden alle Baureihen der DR mit neuen Baureihenbezeichnungen versehen. Die schmalspurigen Dampflokomotiven wurden in die Baureihe 099, schmalspurige Diesellokomotiven in die Baureihe 299 und die schmalspurigen Kleinlokomotiven in die neugeschaffene Baureihe 399 eingereiht. Während die regelspurigen Triebfahrzeuge die bisherigen Ordnungsnummern beibehielten, wurden die schmalspurigen Triebfahrzeuge mit neuen Ordnungsnummern versehen. Damit bekamen sämtliche Schmalspurlokomotiven vollständig neue Betriebsnummern, die keinen Rückschluss auf die bisherigen zuließen.
Die Fahrzeuge wurden nach ihrer Spurweite gruppiert und dann nach ihren bisherigen Betriebsnummern sortiert. Die erste Ziffer der Ordnungsnummer leitet sich von der Spurweite ab (zum Beispiel 7 = 750 mm). Für die Meterspurlokomotiven wurden Ordnungsnummern von 101 bis 109 für die DB und ab 110 für die DR vorgesehen.
Da alle schmalspurigen Lokomotiven der DR später an neue Betreiber übergingen, wurden die neuen Nummern nur kurzzeitig bei der Deutschen Reichsbahn und teilweise noch ab 1994 bei der Deutschen Bahn AG verwendet. Viele Lokomotiven fuhren auf Grund von Z-Stellungen, Ausmusterungen oder Verkäufen nie mit der neuen Nummer. Da die meisten Betreiber wieder die früheren Nummern der Reichsbahnzeit nutzen, sind die neuen Betriebsnummern heute nicht mehr gebräuchlich. Lediglich zu besonderen Anlässen werden sie gelegentlich angebracht.
Da die Festland-Schmalspurbahnen der DB zum Zeitpunkt der Umzeichnung bereits stillgelegt und die Fahrzeuge verkauft waren, betrafen die Änderungen lediglich noch vier Kleinlokomotiven und einen Triebwagen der Wangerooger Inselbahn. Die Lokomotiven wurden ebenfalls in die neue Baureihe 399 eingeordnet und der Triebwagen bekam zur Vereinheitlichung eine neue Ordnungsnummer. Hier wurden die geänderten Nummern bis zur vollständigen Ausmusterung im Jahr 1999 benutzt.
Neubeschaffungen erhielten ab 1992 Nummern nach dem neuen Schema und sind damit bis heute im Dienst.
Die Umzeichnung führt auch heute noch zu Verwechslungen, da ähnliche Nummernbereiche verwendet wurden. So entspricht beispielsweise die Lokomotive mit der neuen Nummer 099 747-8 nicht der mit der früheren Nummer 99 1747-7 bzw. 99 747. Daher ist dieser Plan noch heute wichtig bei der Identifikation von Triebfahrzeugen auf Fotos, Videos oder Dokumenten.
Die folgende Liste zeigt die verschiedenen Betriebsnummern der Fahrzeuge bei der DR bzw. der DB, den Typ bzw. die Baureihe sowie das Bahnbetriebswerk, bei dem das Triebfahrzeug zu dem Zeitpunkt beheimatet war.

## Dampflokomotiven
Insgesamt waren für 85 Dampflokomotiven der DR neue Nummern vorgesehen, davon 56 für 750-mm-, fünf für 900-mm- und 24 für 1000-mm-Spurweite.

### 750 mm

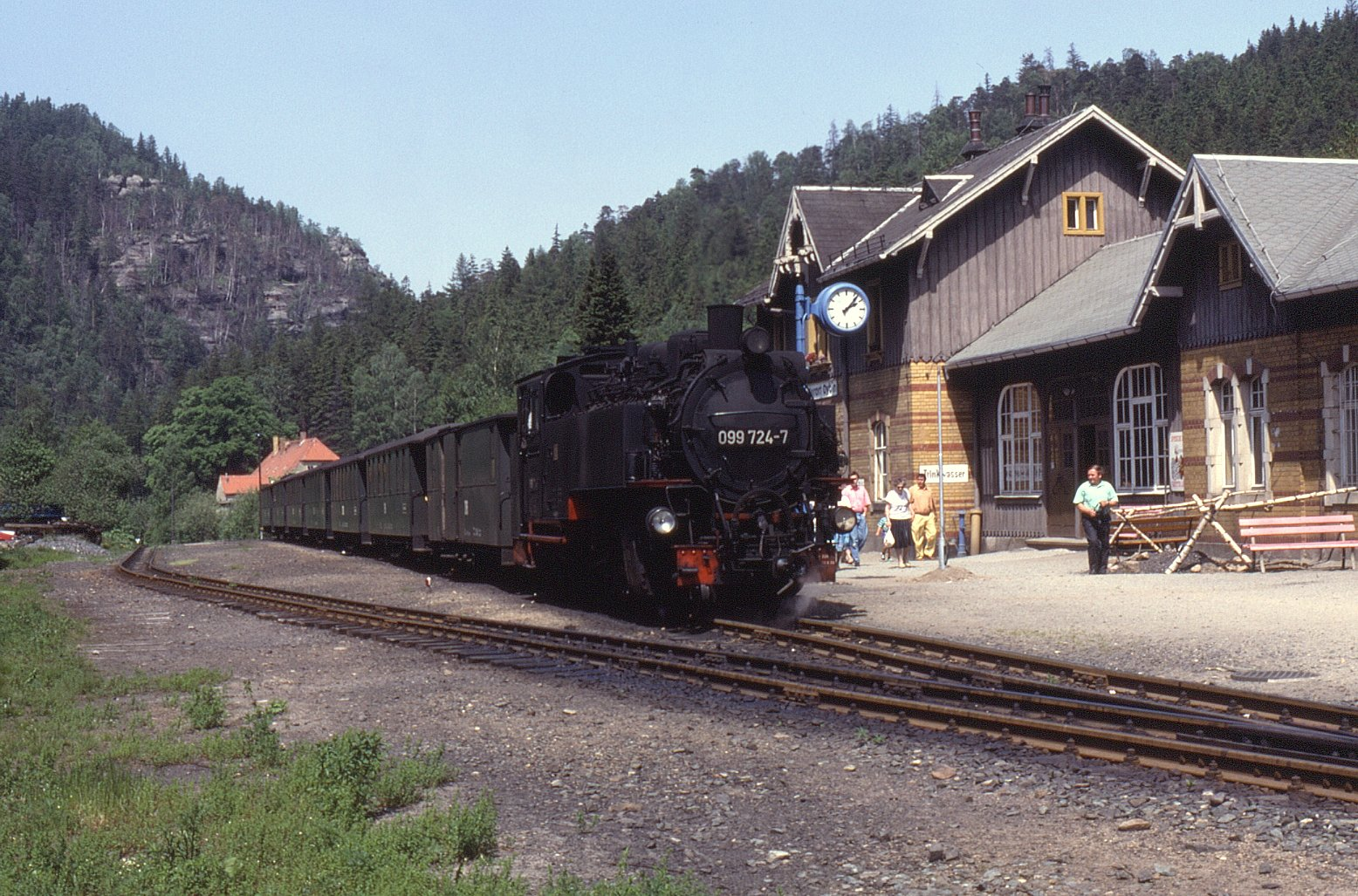
Lok 99 735 als 099 724-1, Mai 1992

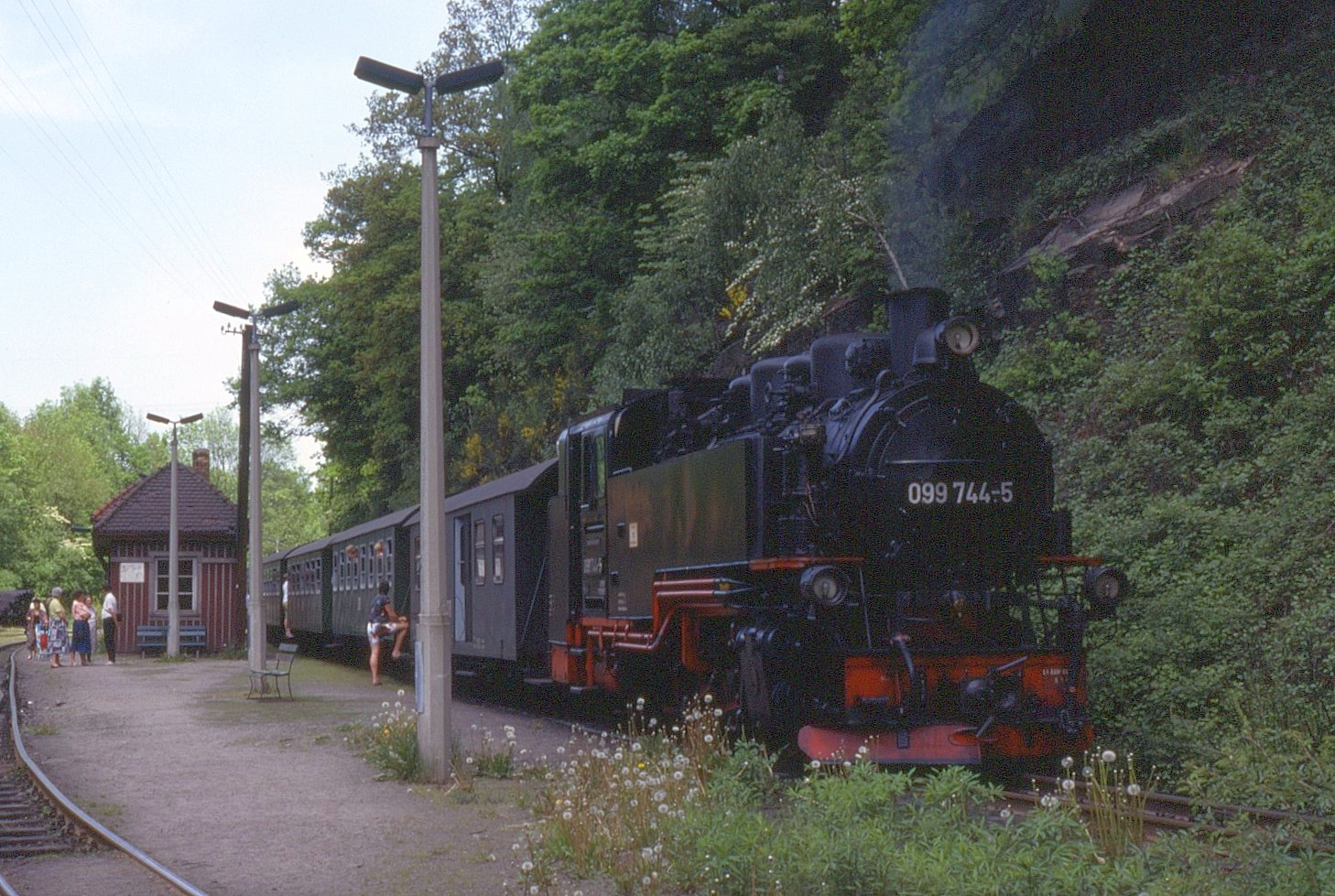
Lok 99 780 als 099 744-5, Mai 1992

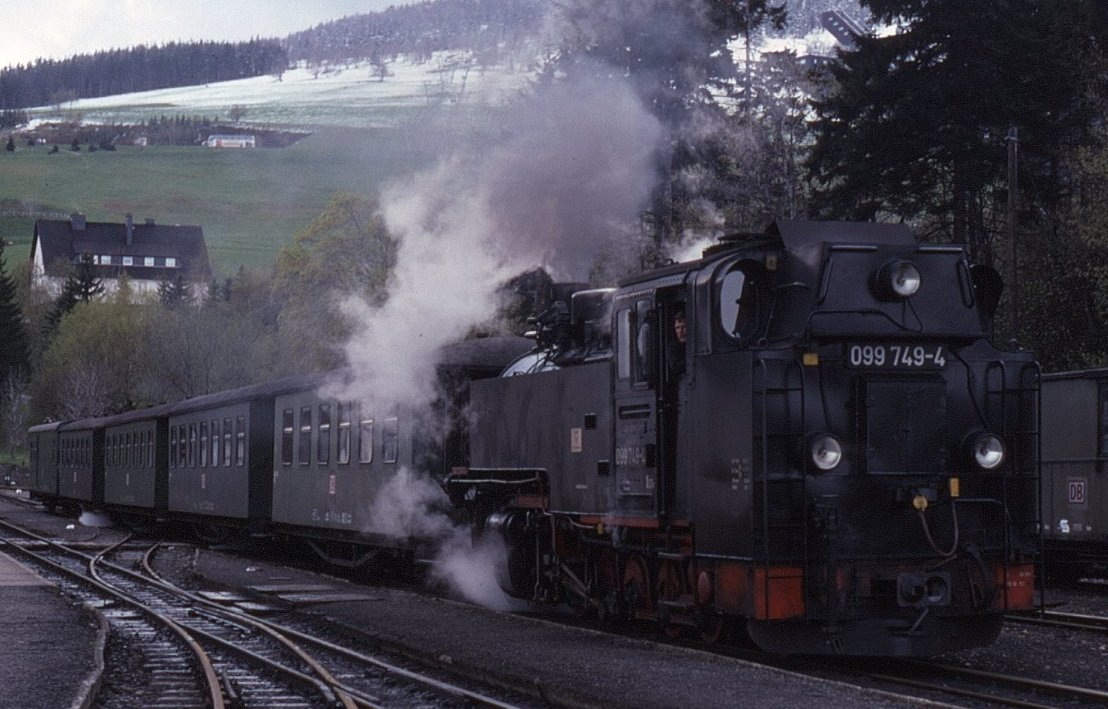
Lok 99 785 als 099 749-4, Mai 1995

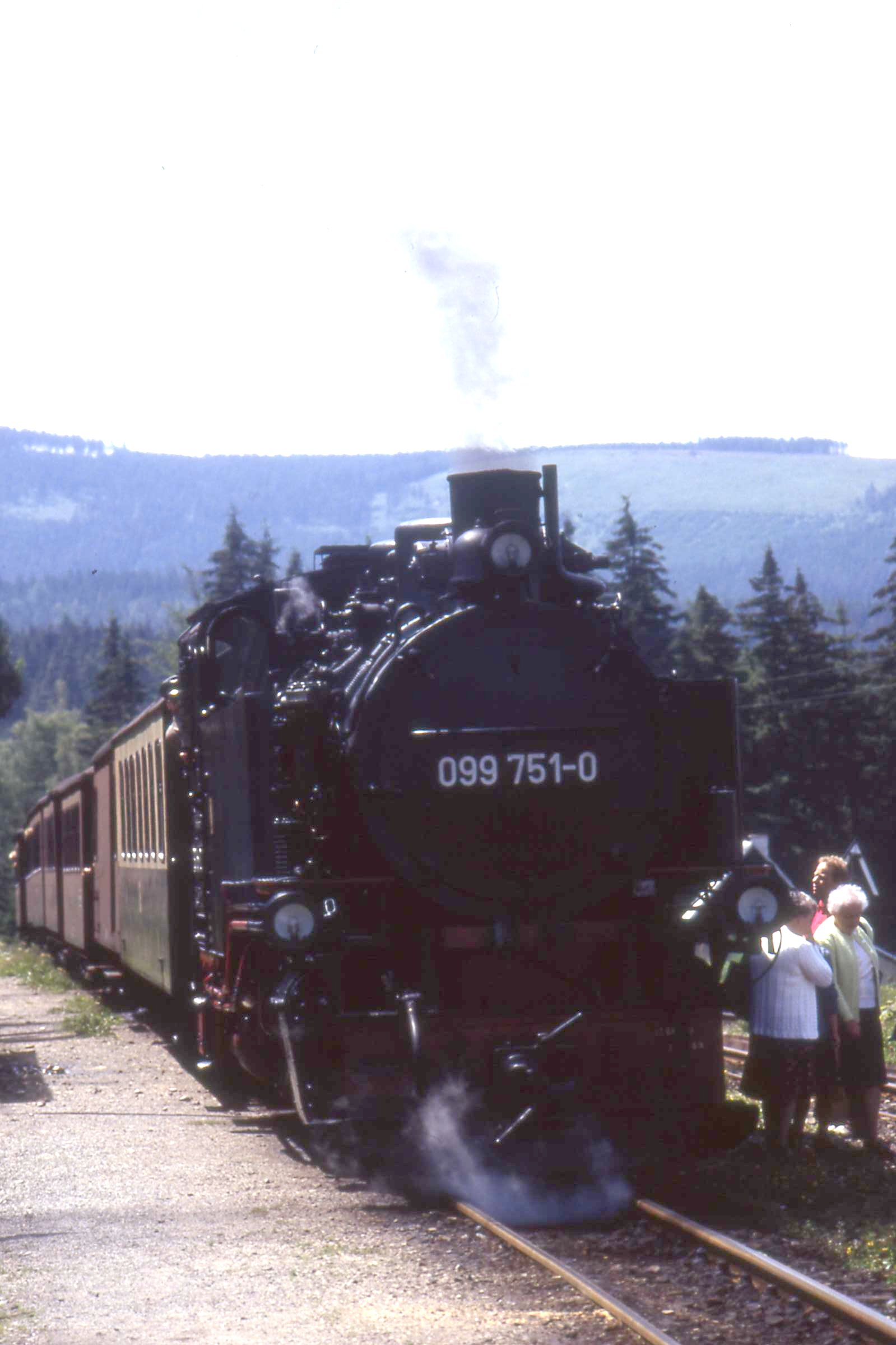
Lok 99 787 als 099 751-0, August 1992

Die Lokomotiven mit einer Spurweite von 750 mm waren auf den Sächsischen Schmalspurbahnen sowie bei der Rügenschen Kleinbahn im Einsatz.
| DR bis 1970 | DR ab 1970 | DR ab 1992 | Typ / DR-Baureihe        | Bahnbetriebswerk |
| ----------- | ---------- | ---------- | ------------------------ | ---------------- |
| 99 539      | 99 1539-8  | 099 701-5  | Sächs. IV K              | Bw Nossen        |
| 99 542      | 99 1542-2  | 099 702-3  | Sächs. IV K              | Bw Nossen        |
| 99 561      | 99 1561-2  | 099 703-1  | Sächs. IV K              | Bw Nossen        |
| 99 562      | 99 1562-0  | 099 704-9  | Sächs. IV K              | Z-Park           |
| 99 564      | 99 1564-6  | 099 705-6  | Sächs. IV K              | Bw Nossen        |
| 99 568      | 99 1568-7  | 099 706-4  | Sächs. IV K              | Bw Nossen        |
| 99 574      | 99 1574-5  | 099 707-1  | Sächs. IV K              | Bw Nossen        |
| 99 582      | 99 1582-8  | 099 708-0  | Sächs. IV K              | Bw Nossen        |
| 99 584      | 99 1584-4  | 099 709-8  | Sächs. IV K              | Bw Nossen        |
| 99 585      | 99 1585-1  | 099 710-6  | Sächs. IV K              | Bw Nossen        |
| 99 586      | 99 1586-9  | 099 711-4  | Sächs. IV K              | Bw Nossen        |
| 99 606      | 99 1606-5  | 099 712-2  | Sächs. IV K              | Bw Nossen        |
| 99 608      | 99 1608-1  | 099 713-0  | Sächs. IV K              | Bw Nossen        |
| 99 713      | 99 1713-9  | 099 720-5  | Sächs. VI K              | Bw Nossen        |
| 99 715      | 99 1715-4  | 099 721-3  | Sächs. VI K              | Z-Park           |
| 99 731      | 99 1731-1  | 099 722-1  | 99.73–76                 | Bw Zittau        |
| 99 734      | 99 1734-5  | 099 723-9  | 99.73–76                 | Bw Nossen        |
| 99 735      | 99 1735-2  | 099 724-7  | 99.73–76                 | Bw Zittau        |
| 99 741      | 99 1741-0  | 099 725-4  | 99.73–76                 | Bw Zittau        |
| 99 746      | 99 1746-9  | 099 726-2  | 99.73–76                 | Bw Nossen        |
| 99 747      | 99 1747-7  | 099 727-0  | 99.73–76                 | Bw Zittau        |
| 99 749      | 99 1749-3  | 099 728-8  | 99.73–76                 | Bw Zittau        |
| 99 750      | 99 1750-1  | 099 729-6  | 99.73–76                 | Bw Zittau        |
| 99 757      | 99 1757-6  | 099 730-4  | 99.73–76                 | Bw Zittau        |
| 99 758      | 99 1758-4  | 099 731-2  | 99.73–76                 | Bw Zittau        |
| 99 759      | 99 1759-2  | 099 732-0  | 99.73–76                 | Bw Zittau        |
| 99 760      | 99 1760-0  | 099 733-8  | 99.73–76                 | Bw Zittau        |
| 99 761      | 99 1761-8  | 099 734-6  | 99.73–76                 | Bw Nossen        |
| 99 762      | 99 1762-6  | 099 735-3  | 99.73–76                 | Bw Nossen        |
| 99 771      | 99 1771-7  | 099 736-1  | 99.77–79                 | Bw Aue           |
| 99 772      | 99 1772-5  | 099 737-9  | 99.77–79                 | Bw Aue           |
| 99 773      | 99 1773-3  | 099 738-7  | 99.77–79                 | Bw Aue           |
| 99 775      | 99 1775-8  | 099 739-5  | 99.77–79                 | Bw Nossen        |
| 99 776      | 99 1776-6  | 099 740-3  | 99.77–79                 | Bw Aue           |
| 99 777      | 99 1777-4  | 099 741-1  | 99.77–79                 | Bw Nossen        |
| 99 778      | 99 1778-2  | 099 742-9  | 99.77–79                 | Bw Nossen        |
| 99 779      | 99 1779-0  | 099 743-7  | 99.77–79                 | Bw Nossen        |
| 99 780      | 99 1780-8  | 099 744-5  | 99.77–79                 | Bw Nossen        |
| 99 781      | 99 1781-6  | 099 745-2  | 99.77–79                 | Bw Aue           |
| 99 782      | 99 1782-4  | 099 746-0  | 99.77–79                 | Bw Stralsund     |
| 99 783      | 99 1783-2  | 099 747-8  | 99.77–79                 | Bw Nossen        |
| 99 784      | 99 1784-0  | 099 748-6  | 99.77–79                 | Bw Stralsund     |
| 99 785      | 99 1785-7  | 099 749-4  | 99.77–79                 | Bw Aue           |
| 99 786      | 99 1786-5  | 099 750-2  | 99.77–79                 | Bw Aue           |
| 99 787      | 99 1787-3  | 099 751-0  | 99.77–79                 | Bw Nossen        |
| 99 788      | 99 1788-1  | 099 752-8  | 99.77–79                 | Bw Aue           |
| 99 789      | 99 1789-9  | 099 753-6  | 99.77–79                 | Bw Nossen        |
| 99 790      | 99 1790-7  | 099 754-4  | 99.77–79                 | Bw Nossen        |
| 99 791      | 99 1791-5  | 099 755-1  | 99.77–79                 | Bw Nossen        |
| 99 793      | 99 1793-1  | 099 756-9  | 99.77–79                 | Bw Nossen        |
| 99 794      | 99 1794-9  | 099 757-7  | 99.77–79                 | Bw Nossen        |
| 99 4532     | 99 4532-0  | 099 760-1  | TB Glückauf und Trusetal | Z-Park           |
| 99 4632     | 99 4632-8  | 099 770-0  | Lenz-Typ M               | Bw Stralsund     |
| 99 4633     | 99 4633-6  | 099 771-8  | Lenz-Typ M               | Z-Park           |
| 99 4801     | 99 4801-9  | 099 780-9  | KJI Nr. 20 und 21        | Bw Stralsund     |
| 99 4802     | 99 4802-7  | 099 781-7  | KJI Nr. 20 und 21        | Bw Stralsund     |

### 900 mm

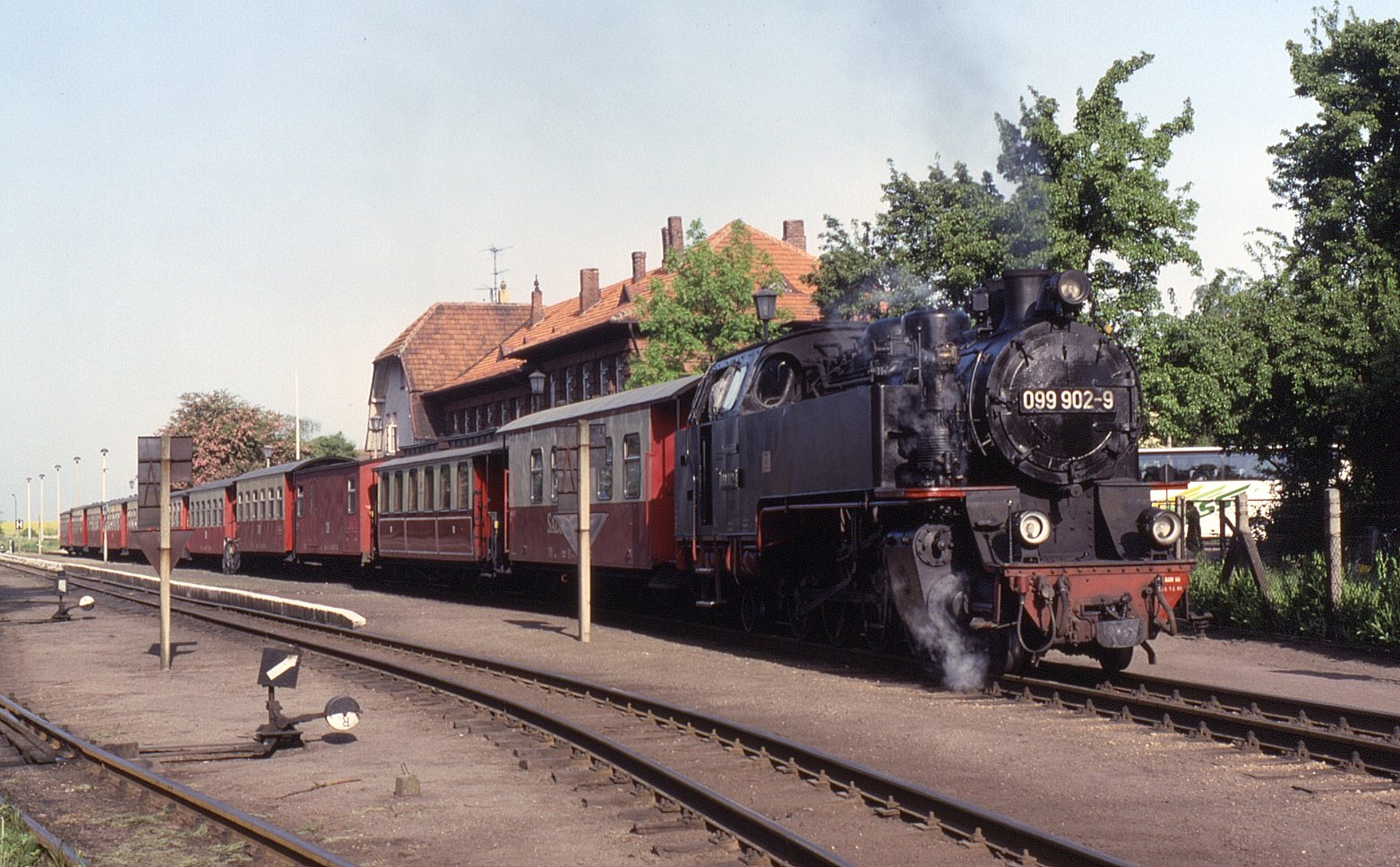
Lok 99 322 als 099 902-9, Mai 1992

Die Lokomotiven mit 900 mm Spurweite waren auf der Strecke Bad Doberan–Kühlungsborn im Einsatz.
| DR bis 1970 | DR ab 1970 | DR ab 1992 | Typ / DR-Baureihe         | Bahnbetriebswerk |
| ----------- | ---------- | ---------- | ------------------------- | ---------------- |
| 99 321      | 99 2321-0  | 099 901-1  | 99.32                     | Bw Rostock       |
| 99 322      | 99 2322-8  | 099 902-9  | 99.32                     | Bw Rostock       |
| 99 323      | 99 2323-6  | 099 903-7  | 99.32                     | Bw Rostock       |
| 99 331      | 99 2331-9  | 099 904-5  | LKM Typ 225 PS Schmalspur | Bw Rostock       |
| 99 332      | 99 2332-7  | 099 905-2  | LKM Typ 225 PS Schmalspur | Bw Rostock       |

### 1000 mm
Die meterspurigen Dampflokomotiven waren im Harzer Schmalspurnetz zu finden.
| DR bis 1970 | DR ab 1970 | DR ab 1992 | Typ / DR-Baureihe | Bahnbetriebswerk |
| ----------- | ---------- | ---------- | ----------------- | ---------------- |
| 99 5901     | 99 5901-6  | 099 110-9  | NWE Nr. 11 bis 22 | Z-Park           |
| 99 5902     | 99 5902-4  | 099 111-7  | NWE Nr. 11 bis 22 | Bw Wernigerode   |
| 99 5903     | 99 5903-2  | 099 112-5  | NWE Nr. 11 bis 22 | Bw Wernigerode   |
| 99 5906     | 99 5906-5  | 099 113-3  | HK 94–100         | Bw Wernigerode   |
| 99 6001     | 99 6001-4  | 099 120-8  | NWE Nr. 21        | Bw Wernigerode   |
| 99 6101     | 99 6101-2  | 099 130-7  | NWE Nr. 6 und 7   | Bw Wernigerode   |
| 99 222      | 99 7222-5  | 099 140-6  | 99.22             | Bw Wernigerode   |
| 99 231      | 99 7231-6  | 099 141-4  | 99.23–24          | Bw Wernigerode   |
| 99 232      | 99 7232-4  | 099 142-2  | 99.23–24          | Bw Wernigerode   |
| 99 233      | 99 7233-2  | 099 143-0  | 99.23–24          | Bw Wernigerode   |
| 99 234      | 99 7234-0  | 099 144-8  | 99.23–24          | Bw Wernigerode   |
| 99 235      | 99 7235-7  | 099 145-5  | 99.23–24          | Bw Wernigerode   |
| 99 236      | 99 7236-5  | 099 146-3  | 99.23–24          | Bw Wernigerode   |
| 99 237      | 99 7237-3  | 099 147-1  | 99.23–24          | Bw Wernigerode   |
| 99 238      | 99 7238-1  | 099 148-9  | 99.23–24          | Bw Wernigerode   |
| 99 239      | 99 7239-9  | 099 149-7  | 99.23–24          | Bw Wernigerode   |
| 99 240      | 99 7240-7  | 099 150-5  | 99.23–24          | Bw Wernigerode   |
| 99 241      | 99 7241-5  | 099 151-3  | 99.23–24          | Bw Wernigerode   |
| 99 242      | 99 7242-3  | 099 152-1  | 99.23–24          | Bw Wernigerode   |
| 99 243      | 99 7243-1  | 099 153-9  | 99.23–24          | Bw Wernigerode   |
| 99 244      | 99 7244-9  | 099 154-7  | 99.23–24          | Bw Wernigerode   |
| 99 245      | 99 7245-6  | 099 155-4  | 99.23–24          | Bw Wernigerode   |
| 99 246      | 99 7246-4  | 099 156-2  | 99.23–24          | Bw Wernigerode   |
| 99 247      | 99 7247-2  | 099 157-0  | 99.23–24          | Bw Wernigerode   |

## Diesellokomotiven
Die zehn auf Meterspur umgebauten Diesellokomotiven der Baureihe 199.8 erhielten die neue Reihenbezeichnung 299.1 und waren ebenfalls im Harz im Einsatz.
| DR bis 1991 | DR ab 1992 | DR-Baureihe | Bahnbetriebswerk |
| ----------- | ---------- | ----------- | ---------------- |
| 199 861-6   | 299 110-7  | 199.8       | Bw Wernigerode   |
| 199 863-2   | 299 111-5  | 199.8       | Bw Wernigerode   |
| 199 870-7   | 299 112-3  | 199.8       | Bw Wernigerode   |
| 199 871-5   | 299 113-1  | 199.8       | Bw Wernigerode   |
| 199 872-3   | 299 114-9  | 199.8       | Bw Wernigerode   |
| 199 874-9   | 299 115-6  | 199.8       | Bw Wernigerode   |
| 199 877-2   | 299 116-4  | 199.8       | Bw Wernigerode   |
| 199 878-0   | 299 117-2  | 199.8       | Bw Wernigerode   |
| 199 891-3   | 299 118-0  | 199.8       | Bw Wernigerode   |
| 199 892-1   | 299 119-8  | 199.8       | Bw Wernigerode   |

## Kleinlokomotiven

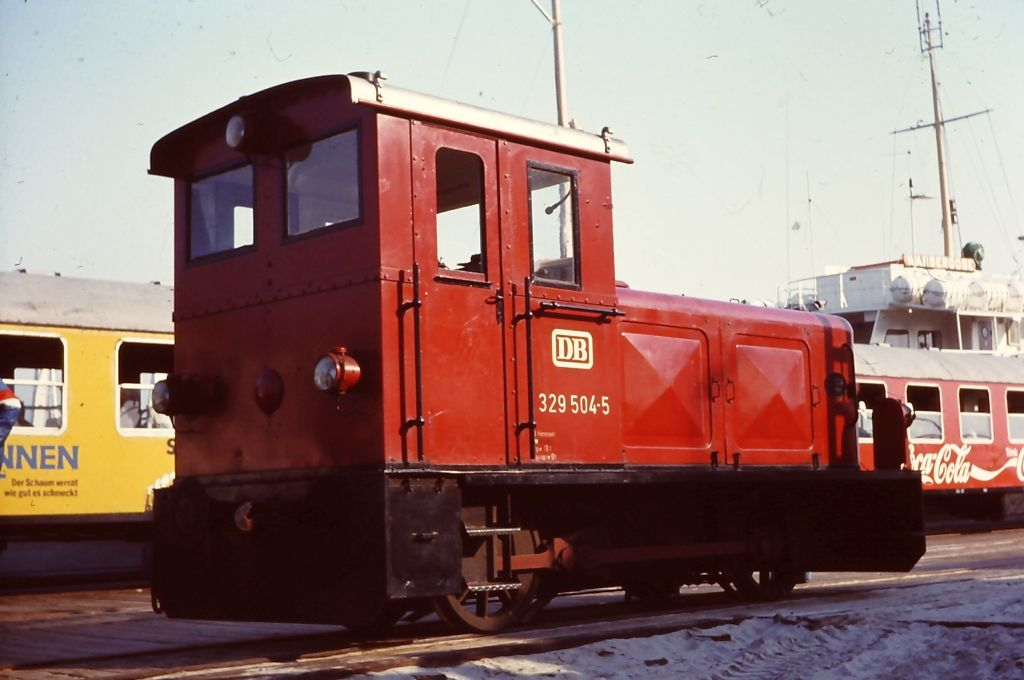
Die DB-Lok 329 504-5 bekam die Nummer 399 104-9.

Bei der DB bekamen vier meterspurige Lokomotiven der Reihe 329 bei der Wangerooger Inselbahn neue Nummern.
| DB bis 1991 | DB ab 1992 | Typ             | Bahnbetriebswerk |
| ----------- | ---------- | --------------- | ---------------- |
| 329 501-1   | 399 101-5  | HK 130 C (DB)   | Bw Wangerooge    |
| 329 502-9   | 399 102-3  | HK 130 C (DB)   | Bw Wangerooge    |
| 329 503-7   | 399 103-1  | HK 130 C (DB)   | Bw Wangerooge    |
| 329 504-5   | 399 104-9  | Deutz A6M 517 F | Bw Wangerooge    |

Die DR versah drei Lokomotiven der Berliner Parkeisenbahn (600 mm Spurweite) mit neuen Nummern. Mit 750 mm Spurweite wurden nur zwei Loks der erzgebirgischen Schmalspurbahnen berücksichtigt. Eine dritte Lok auf Rügen wurde zuerst einer falschen Baureihe zugeordnet, dies wurde im November 1992 korrigiert. Acht Fahrzeuge mit 1000 mm Spurweite waren im Harzer Schmalspurnetz und bei der Industriebahn Halle (Saale) beheimatet.
| DR bis 1991                              | DR ab 1992                      | Typ                             | Bahnbetriebswerk                |
| Berliner Parkeisenbahn (600 mm)          | Berliner Parkeisenbahn (600 mm) | Berliner Parkeisenbahn (600 mm) | Berliner Parkeisenbahn (600 mm) |
| ---------------------------------------- | ------------------------------- | ------------------------------- | ------------------------------- |
| 199 101-7                                | 399 601-4                       | LKM V 10 C                      | Bw Bln Pankow                   |
| 199 102-5                                | 399 602-2                       | LKM V 10 C                      | Bw Bln Pankow                   |
| 199 103-3                                | 399 603-0                       | Ns4b                            | Bw Bln Pankow                   |
| Erzgebirgische Schmalspurbahnen (750 mm) |                                 |                                 |                                 |
| 199 007-6                                | 399 701-2                       | Ns4                             | Bw Aue                          |
| 199 008-4                                | 399 702-0                       | Ns4                             | Bw Aue                          |
| Rügensche Schmalspurbahn (750 mm)        |                                 |                                 |                                 |
| 199 001-9                                | 399 703-8 (310 901-4)           | HF 130 C                        | Bw Stralsund                    |
| Industriebahn Halle (1000 mm)            |                                 |                                 |                                 |
| 199 003-5                                | 399 110-6                       | Kö II                           | Bw Halle G                      |
| 199 004-3                                | 399 111-4                       | Kö II                           | Bw Halle G                      |
| Harzer Schmalspurbahnen (1000 mm)        |                                 |                                 |                                 |
| 199 005-0                                | 399 112-2                       | LKM V 10 C                      | Z-Park                          |
| 199 006-8                                | 399 113-0                       | LKM V 10 C                      | Z-Park                          |
| 199 010-0                                | 399 114-8                       | Kö II                           | Bw Wernigerode                  |
| 199 011-8                                | 399 115-5                       | Kö II                           | Bw Wernigerode                  |
| 199 012-6                                | 399 116-3                       | Kö II                           | Bw Wernigerode                  |
| 199 301-3                                | 399 130-4                       | LKM V 30 C                      | Bw Wernigerode                  |

## Verbrennungstriebwagen
Im Zuge der Gruppierung der Ordnungsnummern nach der Spurweite erhielt auch ein vierachsiger Leichtbau-Dieseltriebwagen der Wangerooger Inselbahn eine neue Ordnungsnummer. Die Stammnummer blieb dabei unverändert.
| DB bis 1991 | DB ab 1992 | Typ       | Bahnbetriebswerk |
| ----------- | ---------- | --------- | ---------------- |
| 699 001-4   | 699 101-2  | Frankfurt | Bw Wangerooge    |

Die beiden im Harz vorhandenen Triebwagen erhielten keine Nummer der Baureihe 699, sondern wurden entsprechend ihrer seinerzeitigen Vorhaltung als Museums-/Traditionsfahrzeug als 688 (ex-NWE T3) und 788 (ex-GHE T1) umgezeichnet. Diese Nummern waren nicht dafür vorgesehen, am Fahrzeug angeschrieben zu werden. Dort sollten weiterhin die Traditionsnummern angebracht sein.
| DR bis 1991 | DR ab 1992 | Typ     | Bahnbetriebswerk          |
| ----------- | ---------- | ------- | ------------------------- |
| 187 001-3   | 788 135-2  | GHE T 1 | Bw Wernigerode-Westerntor |
| 187 025-2   | 688 136-1  | NWE T 3 | Bw Wernigerode-Westerntor |